# دورة فرنسا المفتوحة 1999
قائمة بطولات دورة رولان غاروس لعام 1999:

## الكبار

### فردي رجال
أندريه أغاسي 1 هزم  أندريه ميدفيديف, النتيجة:1-6, 2-6, 6-4, 6-3, 6-4
1 أغاسي أصبح خامس لاعب في تاريخ اللعبة يحصد الأربع البطولات الكبرى, وأول لاعب يفوز بالبطولات الأربع الكبرى على أرضيات مختلفة.

### فردي سيدات
شتيفي غراف هزمت  مارتينا هينغيز, النتيجة:4-6, 7-5, 6-2

### زوجي رجال
ماهش بوباثي ولاندر بياز () هزما غوران إيفانوفيتش () وجيف تارانجو (), النتيجة:6-2, 7-5

### زوجي سيدات
سيرينا ويليامز وفينوس ويليامز () هزمتا مارتينا هينغيز () وأنا كورنيكوفا (), النتيجة:6-3, 6-7(2), 8-6

### زوجي مختلط
كاترين سريبوثنك () وبيت نورفال () هزما لاوريزا نايلاند () و Rick Leach (), النتيجة:6-3, 3-6, 6-3

## الشباب

### فردي أولاد
غواليرمو كوريا () هزم ديفيد نالبانديان (), النتيجة:6-4, 6-3

### فردي بنات
لاوردز دومينغز لينو () هزمت ستيفاني فوريتز (), النتيجة:6-4, 6-4

### زوجي أولاد
إيراكلي لابادزي () ولوفرو زوكوف () هزما كريستيان بلس () وأوليفيرا روكوس (), النتيجة:6-1, 7-6

### زوجي بنات
فلافيا بينيتا وروبيرتا فينسي () هزمتا ميا بوريك () وكيم كلايجسترس (), النتيجة:7-5, 5-7, 6-4